# Oberembrach
Oberembrach é uma comuna da Suíça, no Cantão Zurique, com cerca de 951 habitantes. Estende-se por uma área de 10,20 km², de densidade populacional de 93 hab/km². Confina com as seguintes comunas: Brütten, Embrach, Kloten, Lufingen, Nürensdorf, Pfungen, Winterthur.
A língua oficial nesta comuna é o Alemão.